# MZmine
MZmine ist eine Software zur Datenauswertung in der Massenspektrometrie.  Das Programm basiert auf Java und ist unter Windows, macOS und Linux lauffähig. Der Klient ist unter der MIT-Lizenz veröffentlicht. Das Programm verpflichtet für die Nutzung jedoch zur Registrierung eines Kontos und ist nur für nicht kommerzielle, akademische Anwender kostenfrei verwendbar. Alle anderen Nutzer erhalten eine 30-Tage-Testversion.

## Geschichte
Ursprünglich wurde MZmine unter der GNU General Public License veröffentlicht. Eingelesen werden konnten die offenen Formate ANDI und mzXML. Es kombinierte mehrere Funktionen zur Datenverarbeitung unter anderem spektrale Filter, Peakdetektion, Aligment von Chromatogrammen, Normalisierung sowie Datenvisualisierung und -export. Es unterstützt Massenspektren von LC-MS und GC-MS Geräten. Version 2 fügte Funktionalität für Tandem-Massenspektrometrie, Isotopenmuster, Streudiagramme zur Visualisierung und eine Methode zum Abgleich von Peaklisten basieren auf dem RANSAC-Algorithmus hinzu. Mit Version 3 wurde der Datenaustausch mit GNPS, SIRIUS und MetaboAnalyst verbessert. Unterstützt werden nun auch IMS-Daten.